# 앵귈라 축구 국가대표팀
앵귈라 축구 국가대표팀(영어: Anguilla national football team)은 앵귈라를 대표하는 축구 국가대표팀으로 앵귈라 축구 연맹에서 관리한다. 북중미카리브 축구 최약체로 평가되고 있는 팀들 가운데 하나로 몬트세랫과의 1991년 카리브컵 예선 6조 1차전에서 국제 A매치 데뷔전을 치렀으며 현재 로널드 웹스터 파크를 홈 구장으로 사용하고 있다.

## 개요
앵귈라는 바하마, 통가, 부탄, 지브롤터, 에리트레아, 산마리노, 소말리아 등과 함께 FIFA 랭킹이 가장 낮은 국가들 가운데 하나로 손꼽힌다. 최근 앵귈라가 가장 큰 점수차로 승리를 거둔 경기는 2001년 2월 8일 생마르탱의 수도 마리고에서 벌어진 몬트세랫과의 2001년 카리브컵 예선 1라운드 1조 1차전 경기로 이 경기에서 4-1로 승리를 거둔 적이 있다.

## 국제 대회 경력

### FIFA 월드컵
터크스 케이커스 제도와의 2026년 FIFA 월드컵 북중미카리브 지역 1차 예선에서 1·2차전 합계 1-1로 비긴 뒤 승부차기에서 4-3으로 꺾고 사상 첫 2차 예선 진출에 성공했다.

### CONCACAF 네이션스리그

#### 2019-20년 리그 C
2019-20년 CONCACAF 네이션스리그 예선 31위로 리그 C에 편입된 뒤 과테말라, 푸에르토리코와 C조에 편성되어 4전 전패·조 최하위로 첫 시즌을 마무리했다.

#### 2022-23년 리그 C
2022-23 시즌에서도 리그 C에서 시작한 이후 세인트루시아, 도미니카 연방과 함께 C조에 편성되어 4경기 2무 2패의 성적을 거두며 네이션스리그에서의 승점 수확이라는 소기의 성과를 남겼다.

#### 2023-24년 리그 C
전 시즌 네이션스리그에서 승점 수확이라는 소기의 성과를 거둔 후 시작한 2023-24 시즌에서는 생마르탱, 보네르와 함께 A조에 편성되었지만 2시즌만에 또 다시 전패의 처참한 성적을 남기며 시즌을 마감했다.

## FIFA 월드컵 (본선)
| 년도   | 결과      | 순위      | 경기      | 승        | 무*       | 패        | 득점      | 실점      | 승점      |
| ------ | --------- | --------- | --------- | --------- | --------- | --------- | --------- | --------- | --------- |
| 1930년 | 비회원국  | 비회원국  | 비회원국  | 비회원국  | 비회원국  | 비회원국  | 비회원국  | 비회원국  | 비회원국  |
| 1934년 | 비회원국  | 비회원국  | 비회원국  | 비회원국  | 비회원국  | 비회원국  | 비회원국  | 비회원국  | 비회원국  |
| 1938년 | 비회원국  | 비회원국  | 비회원국  | 비회원국  | 비회원국  | 비회원국  | 비회원국  | 비회원국  | 비회원국  |
| 1950년 | 비회원국  | 비회원국  | 비회원국  | 비회원국  | 비회원국  | 비회원국  | 비회원국  | 비회원국  | 비회원국  |
| 1954년 | 비회원국  | 비회원국  | 비회원국  | 비회원국  | 비회원국  | 비회원국  | 비회원국  | 비회원국  | 비회원국  |
| 1958년 | 비회원국  | 비회원국  | 비회원국  | 비회원국  | 비회원국  | 비회원국  | 비회원국  | 비회원국  | 비회원국  |
| 1962년 | 비회원국  | 비회원국  | 비회원국  | 비회원국  | 비회원국  | 비회원국  | 비회원국  | 비회원국  | 비회원국  |
| 1966년 | 비회원국  | 비회원국  | 비회원국  | 비회원국  | 비회원국  | 비회원국  | 비회원국  | 비회원국  | 비회원국  |
| 1970년 | 비회원국  | 비회원국  | 비회원국  | 비회원국  | 비회원국  | 비회원국  | 비회원국  | 비회원국  | 비회원국  |
| 1974년 | 비회원국  | 비회원국  | 비회원국  | 비회원국  | 비회원국  | 비회원국  | 비회원국  | 비회원국  | 비회원국  |
| 1978년 | 비회원국  | 비회원국  | 비회원국  | 비회원국  | 비회원국  | 비회원국  | 비회원국  | 비회원국  | 비회원국  |
| 1982년 | 비회원국  | 비회원국  | 비회원국  | 비회원국  | 비회원국  | 비회원국  | 비회원국  | 비회원국  | 비회원국  |
| 1986년 | 비회원국  | 비회원국  | 비회원국  | 비회원국  | 비회원국  | 비회원국  | 비회원국  | 비회원국  | 비회원국  |
| 1990년 | 비회원국  | 비회원국  | 비회원국  | 비회원국  | 비회원국  | 비회원국  | 비회원국  | 비회원국  | 비회원국  |
| 1994년 | 비회원국  | 비회원국  | 비회원국  | 비회원국  | 비회원국  | 비회원국  | 비회원국  | 비회원국  | 비회원국  |
| 1998년 | 불참      | 불참      | 불참      | 불참      | 불참      | 불참      | 불참      | 불참      | 불참      |
| 2002년 | 예선 탈락 | 예선 탈락 | 예선 탈락 | 예선 탈락 | 예선 탈락 | 예선 탈락 | 예선 탈락 | 예선 탈락 | 예선 탈락 |
| 2006년 | 예선 탈락 | 예선 탈락 | 예선 탈락 | 예선 탈락 | 예선 탈락 | 예선 탈락 | 예선 탈락 | 예선 탈락 | 예선 탈락 |
| 2010년 | 예선 탈락 | 예선 탈락 | 예선 탈락 | 예선 탈락 | 예선 탈락 | 예선 탈락 | 예선 탈락 | 예선 탈락 | 예선 탈락 |
| 2014년 | 예선 탈락 | 예선 탈락 | 예선 탈락 | 예선 탈락 | 예선 탈락 | 예선 탈락 | 예선 탈락 | 예선 탈락 | 예선 탈락 |
| 2018년 | 예선 탈락 | 예선 탈락 | 예선 탈락 | 예선 탈락 | 예선 탈락 | 예선 탈락 | 예선 탈락 | 예선 탈락 | 예선 탈락 |
| 합계   |           |           |           |           |           |           |           |           |           |

## FIFA 월드컵 (예선)
| 년도   | 경기                                        | 승                                          | 무*                                         | 패                                          | 득점                                        | 실점                                        | 승점                                        |
| ------ | ------------------------------------------- | ------------------------------------------- | ------------------------------------------- | ------------------------------------------- | ------------------------------------------- | ------------------------------------------- | ------------------------------------------- |
| 1930년 | 비회원국                                    | 비회원국                                    | 비회원국                                    | 비회원국                                    | 비회원국                                    | 비회원국                                    | 비회원국                                    |
| 1934년 | 비회원국                                    | 비회원국                                    | 비회원국                                    | 비회원국                                    | 비회원국                                    | 비회원국                                    | 비회원국                                    |
| 1938년 | 비회원국                                    | 비회원국                                    | 비회원국                                    | 비회원국                                    | 비회원국                                    | 비회원국                                    | 비회원국                                    |
| 1950년 | 비회원국                                    | 비회원국                                    | 비회원국                                    | 비회원국                                    | 비회원국                                    | 비회원국                                    | 비회원국                                    |
| 1954년 | 비회원국                                    | 비회원국                                    | 비회원국                                    | 비회원국                                    | 비회원국                                    | 비회원국                                    | 비회원국                                    |
| 1958년 | 비회원국                                    | 비회원국                                    | 비회원국                                    | 비회원국                                    | 비회원국                                    | 비회원국                                    | 비회원국                                    |
| 1962년 | 비회원국                                    | 비회원국                                    | 비회원국                                    | 비회원국                                    | 비회원국                                    | 비회원국                                    | 비회원국                                    |
| 1966년 | 비회원국                                    | 비회원국                                    | 비회원국                                    | 비회원국                                    | 비회원국                                    | 비회원국                                    | 비회원국                                    |
| 1970년 | 비회원국                                    | 비회원국                                    | 비회원국                                    | 비회원국                                    | 비회원국                                    | 비회원국                                    | 비회원국                                    |
| 1974년 | 비회원국                                    | 비회원국                                    | 비회원국                                    | 비회원국                                    | 비회원국                                    | 비회원국                                    | 비회원국                                    |
| 1978년 | 비회원국                                    | 비회원국                                    | 비회원국                                    | 비회원국                                    | 비회원국                                    | 비회원국                                    | 비회원국                                    |
| 1982년 | 비회원국                                    | 비회원국                                    | 비회원국                                    | 비회원국                                    | 비회원국                                    | 비회원국                                    | 비회원국                                    |
| 1986년 | 비회원국                                    | 비회원국                                    | 비회원국                                    | 비회원국                                    | 비회원국                                    | 비회원국                                    | 비회원국                                    |
| 1990년 | 비회원국                                    | 비회원국                                    | 비회원국                                    | 비회원국                                    | 비회원국                                    | 비회원국                                    | 비회원국                                    |
| 1994년 | 비회원국                                    | 비회원국                                    | 비회원국                                    | 비회원국                                    | 비회원국                                    | 비회원국                                    | 비회원국                                    |
| 1998년 | 불참                                        | 불참                                        | 불참                                        | 불참                                        | 불참                                        | 불참                                        | 불참                                        |
| 2002년 | 2                                           | 0                                           | 0                                           | 2                                           | 2                                           | 5                                           | 0                                           |
| 2006년 | 2                                           | 0                                           | 1                                           | 1                                           | 0                                           | 6                                           | 1                                           |
| 2010년 | 2                                           | 0                                           | 0                                           | 2                                           | 0                                           | 16                                          | 0                                           |
| 2014년 | 2                                           | 0                                           | 0                                           | 2                                           | 0                                           | 6                                           | 0                                           |
| 2018년 | 2                                           | 0                                           | 0                                           | 2                                           | 0                                           | 8                                           | 0                                           |
| 합계   | 10                                          | 0                                           | 1                                           | 9                                           | 2                                           | 41                                          | 1                                           |
| 순위   | 월드컵 예선 승점 순위 : 214위 (북중미 35위) | 월드컵 예선 승점 순위 : 214위 (북중미 35위) | 월드컵 예선 승점 순위 : 214위 (북중미 35위) | 월드컵 예선 승점 순위 : 214위 (북중미 35위) | 월드컵 예선 승점 순위 : 214위 (북중미 35위) | 월드컵 예선 승점 순위 : 214위 (북중미 35위) | 월드컵 예선 승점 순위 : 214위 (북중미 35위) |

## CONCACAF 골드컵
- 1963년 ~ 1989년 - 불참
- 1991년 ~ 2002년 - 예선 탈락
- 2003년 - 불참
- 2005년 - 기권
- 2007년 ~ 2021년 - 예선 탈락

## 주요 선수
- 라이언 리들
- 캐필 배티스
- 러빈 리처드슨
- 조너선 기셔드
- 저든 코너